# Esparciates
Els esparciates (grec antic: Σπαρτιάται, Spartiátai, llatí: Spartiatae), dits també iguals (grec antic: ὅμοιοι, hómoioi, llatí: homoei), era la classe social dels ciutadans d’Esparta a l'antiguitat. El grec hómoios significa ‘els semblants', en oposició als que tenien alguna classe de limitació: els hipomíons (ὑπομείονες, ‘inferiors').
La distinció entre ciutadans espartans no formava part de les antigues lleis, i no és esmentada abans de Xenofont, que adscriu aquesta institució a Licurg. Els esparciates tenien tot el poder polític a Esparta i exercien quasi tots els càrrecs públics. A més, cada esparciata posseïa un tros de terra; però, amb el temps, alguns ciutadans van perdre les seves terres, i com que, en conseqüència, no podien contribuir a les despeses de la sissícia i perdien alguns drets, rebaixant la seva condició, va sorgir la condició d'hipomíon.
Els criteris de la ciutadania espartana eren particularment selectius. Els esparciates havien de descendir d'un pare ciutadà i d'una mare filla de ciutadà. A més, per tenir l'estatut d'esparciata, els individus havien d'haver estat educats segons l'educació espartana (agoga). Finalment, tenien l'obligació de participar en el banquet dels ciutadans, la sissícia, portant-hi la seva quota d'aliments, o pagant-la.
El cos dels esparciates era tan restringit que s'estima el seu nombre en uns 1.200 en el moment de la gran derrota d'Esparta en la lluita contra Tebes a Leuctra (371 aC). Les pèrdues, probablement de l'ordre de 400 hoplites, privaren la ciutat d'un terç del cos cívic. La pèrdua d'influència d'Esparta al segle iii aC romandria vinculada a aquesta restricció del nombre dels esparciates, fenomen designat pels historiadors amb nom d’oligantròpia.